# حنكة الفراص

تعديل مصدري - تعديل

حنكة الفراص هي إحدى قرى عزلة القارة بمديرية رصد التابعة لمحافظة أبين، بلغ تعداد سكانها 67 نسمة حسب تعداد اليمن لعام 2004.